# 793년

## 연호
- 당(唐) 정원(貞元) 9년
- 일본(日本) 엔랴쿠(延暦) 12년

## 기년
- 당(唐) 덕종(德宗) 14년
- 신라(新羅) 원성왕(元聖王) 9년
- 발해(渤海) 문왕(文王) 57년 / 대원의(大元義) 원년 / 성왕(成王) 원년

## 사건
- 발해, 문왕이 세상을 떠남.
- 대원의가 왕의 자리에 오르자마자 7개월 만에 죽임을 당함.
- 대굉림의 아들 대화여가 성왕으로 왕의 자리 오르다. 연호는 중흥이라 함.

## 사망
- 발해(渤海)의 3대 태왕(太王) 문왕 대흠무 (文王 大欽茂)
- 발해(渤海)의 4대 태왕(太王) 폐왕 대원의 (廢王 大元義)